# Campeonato Mundial de Atletismo Sub-20 de 2018 - 200 m feminino
A prova dos 200 metros feminino do Campeonato Mundial de Atletismo Sub-20 de 2018 ocorreu entre os dias 13 e 14 de julho, no Estádio de Tampere em Tampere, na Finlândia. 

## Recordes
Antes desta competição, os recordes mundiais e do campeonato nesta prova eram os seguintes:
|     | Nome                | Nacionalidade  | Tempo | Local       | Data                 |
| --- | ------------------- | -------------- | ----- | ----------- | -------------------- |
| WJR | Allyson Felix       | Estados Unidos | 22.18 | Atenas      | 25 de agosto de 2004 |
| CR  | Anthonique Strachan | Bahamas        | 22.53 | Barcelona   | 13 de julho de 2012  |
| WJL | Sydney McLaughlin   | Estados Unidos | 22.39 | Gainesville | 29 de março de 2018  |

Os seguintes recordes mundiais ou do campeonato foram estabelecidos durante esta competição: 
| Data        | Evento | Nome            | Nacionalidade | Tempo | Notas                 |
| ----------- | ------ | --------------- | ------------- | ----- | --------------------- |
| 14 de julho | Final  | Briana Williams | Jamaica       | 22.50 | Recorde do campeonato |

## Medalhistas
| Ouro                  | Prata                      | Bronze                |
| Briana Williams (JAM) | Lauren Rain Williams (USA) | Martyna Kotwila (USA) |

## Cronograma
Todos os horários são locais (UTC+2).
| Data        | Hora  | Evento    |
| ----------- | ----- | --------- |
| 13 de julho | 12:00 | Bateria   |
| 13 de julho | 20:02 | Semifinal |
| 14 de julho | 15:05 | Final     |

## Resultados

### Bateria
Qualificação: Os 4 primeiros de cada bateria (Q) e os 4 tempos mais rápidos (q). 
| Posição | Bateria | Atleta                 | Nacionalidade               | Tempo | Notas                |
| ------- | ------- | ---------------------- | --------------------------- | ----- | -------------------- |
| 1       | 4       | Lauren Rain Williams   | Estados Unidos              | 22.98 | Q                    |
| 2       | 5       | Polina Miller          | Atletas Neutros Autorizados | 23.17 | Q                    |
| 3       | 5       | Martyna Kotwiła        | Polónia                     | 23.21 | Q, NJR               |
| 4       | 3       | Briana Williams        | Jamaica                     | 23.32 | Q                    |
| 5       | 5       | Akvilė Andriukaitytė   | Lituânia                    | 23.35 | Q, NJR               |
| 6       | 1       | Jayla Kirkland         | Estados Unidos              | 23.41 | Q                    |
| 7       | 1       | Sophia Junk            | Alemanha                    | 23.43 | Q                    |
| 8       | 2       | Alisha Rees            | Grã-Bretanha                | 23.49 | Q                    |
| 9       | 3       | Corinna Schwab         | Alemanha                    | 23.55 | Q,                   |
| 10      | 2       | Ashlan Best            | Canadá                      | 23.62 | Q,                   |
| 11      | 4       | Georgina Adam          | Grã-Bretanha                | 23.69 | Q                    |
| 12      | 4       | Jaël-Sekura Bestue     | Espanha                     | 23.70 | Q                    |
| 13      | 3       | Lorraine Martins       | Brasil                      | 23.75 | Q                    |
| 14      | 3       | Mia Gross              | Austrália                   | 23.78 | Q                    |
| 15      | 5       | Shuri Aono             | Japão                       | 23.93 | Q                    |
| 16      | 2       | Riley Day              | Austrália                   | 24.00 | Q                    |
| 17      | 4       | Ciara Neville          | Irlanda                     | 24.01 | Q                    |
| 18      | 1       | Gabriela Anahi Suarez  | Equador                     | 24.01 | Q                    |
| 19      | 4       | Catarina Lourenço      | Portugal                    | 24.03 | q,                   |
| 20      | 1       | Leticia Lima           | Brasil                      | 24.03 | Q                    |
| 21      | 1       | Angie Saray González   | Colômbia                    | 24.13 | q                    |
| 22      | 1       | Iantha Wright          | Trindade e Tobago           | 24.16 | q                    |
| 23      | 4       | Patrizia Van Der Weken | Luxemburgo                  | 24.20 | q                    |
| 24      | 1       | Sara Francis           | Finlândia                   | 24.23 | Recorde pessoal      |
| 25      | 5       | Sanda Colomeiteva      | Chipre                      | 24.25 |                      |
| 26      | 5       | Aurora Berton          | Itália                      | 24.29 |                      |
| 27      | 2       | Moillet Kouakou        | Itália                      | 24.32 | Q                    |
| 28      | 3       | Lucy Sheat             | Nova Zelândia               | 24.52 |                      |
| 29      | 3       | Gayane Chiloyan        | Arménia                     | 24.52 | Recorde da temporada |
| 30      | 2       | Kayvon Stubbs          | Bahamas                     | 24.61 |                      |
| 31      | 3       | Lauren Gale            | Canadá                      | 24.78 |                      |
|         | 4       | Jaida Knowles          | Bahamas                     | DNS   |                      |
|         | 2       | Akilah Lewis           | Trindade e Tobago           | DNS   |                      |
|         | 2       | Halutie Hor            | Gana                        | DNS   |                      |

### Semifinal
Qualificação: Os 2 primeiros de cada bateria (Q) e os 2 tempos mais rápidos (q). 
| Posição | Bateria | Atleta                 | Nacionalidade               | Tempo | Notas |
| ------- | ------- | ---------------------- | --------------------------- | ----- | ----- |
| 1       | 2       | Lauren Rain Williams   | Estados Unidos              | 23.15 | Q     |
| 2       | 3       | Briana Williams        | Jamaica                     | 23.41 | Q     |
| 3       | 2       | Martyna Kotwiła        | Polónia                     | 23.42 | Q     |
| 4       | 1       | Polina Miller          | Atletas Neutros Autorizados | 23.44 | Q     |
| 5       | 2       | Sophia Junk            | Alemanha                    | 23.46 | q     |
| 6       | 3       | Jayla Kirkland         | Estados Unidos              | 23.54 | Q     |
| 7       | 1       | Corinna Schwab         | Alemanha                    | 23.57 | Q     |
| 8       | 2       | Lorraine Martins       | Brasil                      | 23.64 | q     |
| 9       | 1       | Alisha Rees            | Grã-Bretanha                | 23.67 |       |
| 10      | 3       | Ashlan Best            | Canadá                      | 23.67 |       |
| 11      | 2       | Jaël-Sekura Bestue     | Espanha                     | 23.68 |       |
| 12      | 3       | Mia Gross              | Austrália                   | 23.86 |       |
| 13      | 3       | Gabriela Anahi Suarez  | Equador                     | 24.09 |       |
| 14      | 3       | Georgina Adam          | Grã-Bretanha                | 24.37 |       |
| 15      | 1       | Iantha Wright          | Trindade e Tobago           | 24.41 |       |
| 16      | 3       | Catarina Lourenço      | Portugal                    | 24.46 |       |
| 17      | 3       | Angie Saray González   | Colômbia                    | 24.46 |       |
| 18      | 2       | Patrizia Van Der Weken | Luxemburgo                  | 24.58 |       |
| 19      | 1       | Shuri Aono             | Japão                       | 24.60 |       |
| 20      | 2       | Moillet Kouakou        | Itália                      | 24.61 |       |
| 21      | 1       | Leticia Lima           | Brasil                      | 24.64 |       |
| 22      | 2       | Ciara Neville          | Irlanda                     | 24.68 |       |
| 23      | 1       | Akvilė Andriukaitytė   | Lituânia                    | 25.23 |       |
|         | 1       | Riley Day              | Austrália                   | DNS   |       |

### Final
A prova final foi realizada no dia 14 de julho às 15:05. 
| Posição           | Raia | Atleta               | Nacionalidade               | Tempo | Notas                 |
| ----------------- | ---- | -------------------- | --------------------------- | ----- | --------------------- |
| Medalha de ouro   | 3    | Briana Williams      | Jamaica                     | 22.50 | Recorde do campeonato |
| Medalha de prata  | 5    | Lauren Rain Williams | Estados Unidos              | 23.09 |                       |
| Medalha de bronze | 4    | Martyna Kotwiła      | Polónia                     | 23.21 | NJR                   |
| 4                 | 6    | Polina Miller        | Atletas Neutros Autorizados | 23.32 |                       |
| 5                 | 1    | Sophia Junk          | Alemanha                    | 23.55 |                       |
| 6                 | 7    | Corinna Schwab       | Alemanha                    | 23.55 | Recorde pessoal       |
| 7                 | 2    | Lorraine Martins     | Brasil                      | 23.91 |                       |
|                   | 8    | Jayla Kirkland       | Estados Unidos              | DSQ   |                       |

Legenda
| Recorde mundial       | Recorde mundial (World record)               |                       | Recorde africano                      | Recorde africano (African) |                                           | Q | Classificado por posição (Qualified) |
| Recorde do campeonato | Recorde do campeonato (Championship record)  | Recorde da América    | Recorde da América (Americas)         | q                          | Classificado por melhor tempo (Qualified) |   |                                      |
| Melhor marca do ano   | Melhor marca do ano (World leading)          | Recorde asiático      | Recorde asiático (Asian)              | DNS                        | Não largou (Did not start)                |   |                                      |
| Recorde nacional      | Recorde nacional (National record)           | Recorde europeu       | Recorde europeu (European)            | DNF                        | Não terminou (Did not finish)             |   |                                      |
| Recorde pessoal       | Recorde pessoal do atleta (Personal best)    | Recorde da Oceania    | Recorde da Oceania (Oceania)          | DSQ / DQ                   | Desclassificado (Disqualified)            |   |                                      |
| Recorde da temporada  | Recorde da temporada do atleta (Season best) | Recorde sul-americano | Recorde sul-americano (South America) | NM                         | Sem marca (No mark)                       |   |                                      |